# Robert Frost
Robert Lee Frost, ameriški pesnik in dramatik * 26. marec 1874, San Francisco, † 29. januar 1963, Boston.
Pred objavami v Ameriki so bila njegova dela objavljena v Angliji. Znan je po opisovanju ruralnega sveta. Pisal je o razmerah v podeželski Angliji v zgodnjem dvajsetem stoletju, pri čemer jih je uporabljal za razširitev filozofskih idej. Že med življenjem je bil zelo spoštovan, prejel je štiri Pulitzerjeve nagrade. Leta 1961 je postal tudi pesniški lavreat Vermonta.

## Življenjepis

### Zgodnje življenje
Robert Frost je bil rojen novinarju Williamu Prescottu Frostu in Isabelle Moodie. Mama je bila škotska priseljenka, oče pa potomec Nicholasa Frosta.
Frostov oče je bil učitelj in pozneje urednik revije San Francisco Evening Bulletin in neuspešen kandidat za pobiralca mestnih davkov. Ko je leta 1885 umrl, se je družina preselila v Massachusetts. Očeta je izgubil že pri enajstih letih. Leta 1892 je Robert Frost maturiral.
Čeprav je bil pozneje poznan po svoji navezanosti na podeželje, je Frost odraščal v mestu. Dve leti je obiskoval Kolidž Dartmouth. Nato se je vrnil domov, kjer je učil in opravljal različna dela, med drugim je mami pomagal učiti, raznašal časopise in delal kot tovarniški delavec.

### Odrasla leta
Leta 1894 je bila objavljena njegova prva pesem, My Butterfly. An Elegy. Leta 1895 se je poročil z Elinor Miriam White.
Frost je bil študent Univerze Harvard od leta 1897 do 1899, ko je bil zaradi bolezni primoran odložiti študij.
V zvezni državi New Hampshire je Robertu Frostu in njegovi ženi njegov dedek kupil kmetijo, na kateri je pesnik kmetoval 9 let. V tem obdobju je zjutraj pred delom pesnil. Po devetih letih se je vrnil v učiteljske vode. Od leta 1906 do 1911 je učil v šoli v zvezni državi New Hampshire. Leta 1912 se je preselil v Anglijo, v kraj Beaconsfield blizu Londona. Naslednje leto je objavil prvo zbirko poezije, A Boy's Will. V Angliji je Frost spoznal in se spoprijateljil z več takratnimi sodobnimi umetniki. Spoznal je  Edwarda Thomasa (član skupine Dymock poets in Frostov navdih za pesem The Road Not Taken), T. E. Hulme in Ezra Pounda. Tam je leta 1914 izdal svojo drugo pesniško zbirko North of Boston.
Leta 1915 se je med prvo svetovno vojno vrnil v Ameriko, kjer je bila ravno objavljena ameriška izdaja njegove prve zbirke A Boy's Will. Kupil je kmetijo, ki je danes muzej in prizorišče pesniških srečanj. V letih 1917–1920 in 1923–1938 je učil angleščino na Kolidžu Amherst v Massachusettsu in svoje učence spodbujal k pogovornemu in naravnemu pristopu k jeziku.

Dobil je štiri Pulitzerjeve nagrade in več kot 40 častnih doktoratov, med drugim na Univerzi Harvard, Univerzi Princeton, Univerzi v Oxfordu in Univerzi v Cambridgeu. Že za časa njegova življenja so po njem imenovali dve šoli in univerzitetno knjižnico. 
Leta 1960 je prejel zlato medaljo ameriškega Kongresa, kot »priznanje njegove poezije, ki je obogatila kulturo Združenih držav in filozofijo celotnega sveta«.
Ko je bil star 86 let, je 20. januarja leta 1961 bral na inavguraciji Johna F. Kennedyja. Za to priložnost je pripravil pesem Dedication, a je zaradi premočnega sonca ni uspel prebrati. Namesto tega je zato po spominu recitiral svojo pesem The Gift Outright.
Umrl je zaradi zapletov pri operaciji prostate. Pokopan je na pokopališču Old Bennington v kraju Bennington blizu Vermonta. Njegov epitaf predstavljajo zadnje vrstice njegove pesmi The Lesson for Today (1942) »I had a lover's quarrel with the world«.

### Zasebno življenje
Življenje Roberta Frosta je bilo prepredeno z žalostjo in izgubo. Že pri enajstih letih mu je zaradi tuberkuloze umrl oče. Njegova mama je leta 1900 umrla zaradi raka. Veliko njegovih bližnjih se je borilo z duševnimi boleznimi. Leta 1920 je moral sestro Jeanie poslati v psihiatrično bolnišnico, kjer je devet let zatem umrla. V psihiatrično bolnišnico je leta 1947 morala tudi njegova hči Irma. Njegova mama in žena Elinor sta bili nagnjeni k depresiji.
Elinor in Robert sta imela šest otrok: sina Elliota (1896–1900, umrl zaradi kolere); hčerko Lesley Frost Ballantine (1899–1983); sina Carola (1902–1940, naredil samomor); hčerko Irmo (1903–1967); hčerko Marjorie (1905–1934, umrla kmalu po rojstvu) in hčerko Elinor Bettino (umrla le nekaj dni po rojstvu leta 1903). Le Lesley in Irma sta preživeli svojega očeta, njegova žena pa je leta 1938 umrla zaradi odpovedi srca, že prej pa se je borila z rakom na prsih.

## Delo
Frostove pesmi temeljijo na njegovih izkušnjah iz preprostega življenja podeželske Anglije. Na njegovo delo imajo močan vpliv osebne stiske, ki jih je pretrpel. Opisoval je preproste teme, ki so odpirale zapletena filozofska in bivanjska vprašanja.
Frost je v skladu s tematiko uporabljal preprost jezik, tradicionalne ritmične strukture in rime, ki so njegovo poezijo približale ljudem.

### Nanj so vplivali
- Robert Graves
- Rupert Brooke
- Thomas Hardy
- William Butler Yeats
- John Keats

### Vplivi na druge književnike
- Robert Francis
- Seamus Heaney
- Richard Wilbur
- Edward Thomas
- James Wright

## Dela

### Zbirke poezije
- A Boy's Will (David Nutt 1913; Holt, 1915)[14]
- North of Boston (David Nutt, 1914; Holt, 1914)
  - "After Apple-Picking"
  - "The Death of the Hired Man"
  - "Mending Wall"
- Mountain Interval (Holt, 1916)
  - "Birches"
  - "Out, Out"
  - "The Oven Bird"
  - "The Road Not Taken"

### Dramska dela
- A Way Out: A One Act Play (Harbor Press, 1929).
- The Cow's in the Corn: A One Act Irish Play in Rhyme (Slide Mountain Press, 1929).
- A Masque of Reason (Holt, 1945).
- A Masque of Mercy (Holt, 1947).

## Priznanja
Pulitzerjeve nagrade:
- 1924 za New Hampshire: A Poem With Notes and Grace Notes
- 1931 za Collected Poems
- 1937 za A Further Range
- 1943 za A Witness Tree

Frost je bil kar enaintridesetkrat nominiran za Nobelovo nagrado za književnost.

## Zapuščina
- Njegova pesem Ogenj in led je vplivala na naslov in druge vidike dela Georgea R. R. Martina.[16][17]
- Po njem se imenuje zgradba Robert Frost Hall, ki se nahaja na univerzi Southern New Hampshire University v kraju Manchester.[18]

## Frost in Slovenci
Frosta je v slovenščino prvi prevajal Matej Bor leta 1900. Njegove prevode hrani Narodna in univerzitetna knjižnica v Ljubljani. Objavljeni so bili v reviji Naša sodobnost (Dokument v dLib.) leta 1962, in sicer z življenjepisom Frosta, ki ga je napisal Janez Stanonik.
Frostove pesmi je po Mateju Boru prevajal tudi Marjan Strojan, ki je leta 1993 v reviji Družina in dom Mohorjeve založbe objavil prevod Frostove pesmi »The road not taken« – »Dve poti«. Pozneje je v reviji Razgledi leta 1994 objavil še več prevodov pesmi, leta 2000 pa v reviji Literatura še pesem »Ob gozdu na zimski večer«. O prevajanju Marjana Strojana in vplivu ameriškega modernista nanj je Samo Šalamon napisal magistrsko delo z naslovom Vpliv ameriških pesniških modernistov na poetike njihovih prevajalcev v slovenščino.

### Drugi pomembnejši članki o Frostu
- O njem je leta 1963 pisal Mirko Jurak v Novih razgledih.
- Uroš Mozetič je leta 1992 v reviji Vestnik objavil prikaz primera uporabe prevodnega pesemskega besedila pri pouku v srednji šoli.